# Župna crkva Marije Majke Crkve u Zagrebu
Župna crkva Marije Majke Crkve katolička je crkva koja se nalazi u gradskoj četvrti Gornja Dubrava u zagrebačkom naselju Trnovčica. Sagrađena je 2000. godine. U travnju 2009. godine posvetio ju je zagrebački nadbiskup kardinal Josip Bozanić.

## Povijest i arhitektura
Crkva je građena prema projektu arhitekta Aleksandra Bašića iz 1994. godine. Nalazi se u gradskom naselju Trnovčica kojeg obilježava rahla stambena izgradnja obiteljskih kuća. Crkva ima naglašen zvonik te ima naglašen urbanistički položaj unutar četvrti. Pred glavnim ulazom nalazi se velik trg jakog javnoga karaktera u nastavku pješačke osi i perivoja.
Liturgijski prostor ima longitudinalno usmjerenje i centralan tlocrt. Centralno je u prezbiteriju smješten oltar. Na njegovoj je lijevoj strani smješten ambon, a na desnoj svetohranište. U prostoru vjernika, sa svake strane svetišta oblikovan je prostor za krstionicu i pjevače. S lijeve strane prostora vjernika nalazi se kapela koja je staklenom stijenom odvorena od ostatka prostora. Postaje križnog puta nalaze se iznad staklene stijene ulaza u kapelu. Kor za pjevače nalazi se iznad glavnog ulaza.

## Galerija
- Pogled na prezbiterij s ulaza
- Dekoracije iznad olatar
- Vitraji
- Marija Majka Crkve